# Astronidium ovalifolium
Astronidium ovalifolium és una espècie de planta de flors pertanyent a la família Melastomataceae. És endèmica de la Polinèsia Francesa en Raiatea.

## Recerca
- Florence, J. 1998. Astronidium ovalifolium. 2006 IUCN Xarxa List of Threatened Species. Baixat el 20-08-07.